# Josiane Tito
Josiane da Silva Tito (ur. 8 sierpnia 1979 w Rio de Janeiro) – brazylijska lekkoatletka specjalizująca się w biegach krótko- i średniodystansowych. Trzykrotna mistrzyni Ameryki Południowej, złota medalistka mistrzostw ibero-amerykańskich, medalistka igrzysk panamerykańskich, dwukrotna olimpijka (Ateny, Pekin).
Wielokrotna złota medalistka mistrzostw Ameryki Południowej w kategoriach wiekowych U18 oraz U20.

## Przebieg kariery
W 1994 roku została dwukrotną medalistką mistrzostw Ameryki Południowej do lat 18 (w tym złotą w konkurencji biegu sztafet 4 × 400 m), natomiast rok później brazylijska sztafeta 4 × 400 m z jej udziałem zdobyła brązowy medal na mistrzostwach obu Ameryk do lat 20. W latach 1996–1998 uczestniczyła w mistrzostwach Ameryki Południowej U20, na których zdobyła łącznie osiem złotych medali (najwięcej, bo cztery wywalczyła na czempionacie w San Carlos). Reprezentowała swój kraj na światowym czempionacie juniorów w Annecy, gdzie zajęła 6. miejsce w finale konkursu biegu na 800 m.
W 2003 roku została mistrzynią Ameryki Południowej w sztafecie 4 × 400 m, w tej samej konkurencji otrzymała także złoty medal mistrzostw ibero-amerykańskich rozgrywanych rok później w hiszpańskim mieście Huelva. Weszła również w skład brazylijskiej sztafety 4 × 400 m, która na igrzyskach obu Ameryk w Santo Domingo zdobyła brązowy medal i czasem 3:28,07 ustanowiła nowy rekord Ameryki Południowej.
Była członkinią sztafety 4 × 400 m, która wystąpiła na igrzyskach olimpijskich w Atenach. Odpadła ona w eliminacjach, uzyskując czas 3:28,43 oraz zajmując 6. miejsce w grupie startowej i 12. miejsce w łącznej klasyfikacji wszystkich ekip.
W 2005 roku zadebiutowała na mistrzostwach globu, jednak brazylijska sztafeta 4 × 400 m została zdyskwalifikowana w finale (pomimo że w eliminacjach zajęła 2. miejsce w grupie). Dwa lata później Tito otrzymała dwa złote medale mistrzostw Ameryki Południowej (w konkurencji biegu na 400 m i biegu sztafet 4 × 400 m), jak również była uczestniczką mistrzostw świata w Osace (w ich ramach startowała w konkurencji biegu na 800 m i sztafety 4 × 400 m, ale oba występy zakończyła w fazie eliminacji).
Również jedynie w sztafecie 4 × 400 m wystąpiła podczas igrzysk olimpijskich w Pekinie. Ona razem z koleżankami z drużyny odpadła w eliminacjach, uzyskując czas 3:30,10 i zajmując 6. miejsce w grupie.
Rok po igrzyskach olimpijskich została zdyskwalifikowana na okres dwóch lat (od 15 czerwca 2009 do 14 czerwca 2011 roku), za stosowanie dopingu. Tym samym straciła srebrny medal mistrzostw Ameryki Południowej oraz brązowy medal igrzysk Luzofonii, które wywalczyła w 2009 roku.

## Osiągnięcia
| Rok     | Zawody                                             | Miasto         | Miejsce | Konkurencja        | Wynik   |
| ------- | -------------------------------------------------- | -------------- | ------- | ------------------ | ------- |
| 1994    | Mistrzostwa Ameryki Południowej juniorów młodszych | Cochabamba     | srebro  | bieg na 400 m      | 57,71   |
| 1994    | Mistrzostwa Ameryki Południowej juniorów młodszych | Cochabamba     | złoto   | sztafeta 4 × 400 m | 3:53,14 |
| 1995    | Mistrzostwa panamerykańskie juniorów               | Santiago       | brąz    | sztafeta 4 × 400 m | 3:50,14 |
| 1996    | Mistrzostwa Ameryki Południowej juniorów           | Bucaramanga    | złoto   | sztafeta 4 × 400 m | 3:45,2h |
| 1997    | Mistrzostwa Ameryki Południowej juniorów           | San Carlos     | złoto   | bieg na 400 m      | 55,68   |
| 1997    | Mistrzostwa Ameryki Południowej juniorów           | San Carlos     | złoto   | bieg na 800 m      | 2:09,25 |
| 1997    | Mistrzostwa Ameryki Południowej juniorów           | San Carlos     | złoto   | sztafeta 4 × 100 m | 47,26   |
| 1997    | Mistrzostwa Ameryki Południowej juniorów           | San Carlos     | złoto   | sztafeta 4 × 400 m | 3:44,11 |
| 1998    | Mistrzostwa Ameryki Południowej juniorów           | Córdoba        | złoto   | bieg na 400 m      | 54,19   |
| 1998    | Mistrzostwa Ameryki Południowej juniorów           | Córdoba        | złoto   | bieg na 800 m      | 2:10,37 |
| 1998    | Mistrzostwa Ameryki Południowej juniorów           | Córdoba        | złoto   | sztafeta 4 × 400 m | 3:46,79 |
| 1998    | Mistrzostwa świata juniorów                        | Annecy         | 6.      | bieg na 800 m      | 2:07,52 |
| 2003    | Mistrzostwa Ameryki Południowej                    | Barquisimeto   | brąz    | bieg na 400 m      | 52,68   |
| 2003    | Mistrzostwa Ameryki Południowej                    | Barquisimeto   | złoto   | sztafeta 4 × 400 m | 3:28,64 |
| 2003    | Igrzyska panamerykańskie                           | Santo Domingo  | 4. SF   | bieg na 400 m      | 53,18   |
| 2003    | Igrzyska panamerykańskie                           | Santo Domingo  | brąz    | sztafeta 4 × 400 m | 3:28,07 |
| 2004    | Mistrzostwa ibero-amerykańskie                     | Huelva         | złoto   | sztafeta 4 × 400 m | 3:28,60 |
| 2004    | Mistrzostwa ibero-amerykańskie                     | Huelva         | DNF     | bieg na 800 m      | N/A     |
| 2004    | Igrzyska olimpijskie                               | Ateny          | 6. H    | sztafeta 4 × 400 m | 3:28,43 |
| 2005    | Mistrzostwa świata                                 | Helsinki       | DSQ     | sztafeta 4 × 400 m | N/A     |
| 2007    | Mistrzostwa Ameryki Południowej                    | São Paulo      | złoto   | bieg na 400 m      | 52,67   |
| 2007    | Mistrzostwa Ameryki Południowej                    | São Paulo      | złoto   | sztafeta 4 × 400 m | 3:33,34 |
| 2007    | Igrzyska panamerykańskie                           | Rio de Janeiro | 5.      | bieg na 800 m      | 2:01,41 |
| 2007    | Igrzyska panamerykańskie                           | Rio de Janeiro | 5.      | sztafeta 4 × 400 m | 3:28,89 |
| 2007    | Mistrzostwa świata                                 | Osaka          | 6. H    | bieg na 800 m      | 2:03,70 |
| 2007    | Mistrzostwa świata                                 | Osaka          | 7. H    | sztafeta 4 × 400 m | 3:34,34 |
| 2008    | Mistrzostwa ibero-amerykańskie                     | Iquique        | 4.      | bieg na 400 m      | 53,61   |
| 2008    | Mistrzostwa ibero-amerykańskie                     | Iquique        | srebro  | sztafeta 4 × 400 m | 3:34,01 |
| 2008    | Igrzyska olimpijskie                               | Pekin          | 5. H    | sztafeta 4 × 400 m | 3:30,10 |
| 2009    | Mistrzostwa Ameryki Południowej                    | Lima           | 2.      | bieg na 800 m      | 2:06,66 |
| 2009    | Igrzyska Luzofonii                                 | Lizbona        | 3.      | bieg na 800 m      | 2:07,15 |
| Źródło: |                                                    |                |         |                    |         |

W 2002, 2007 i 2009 roku została mistrzynią swego kraju w konkurencji biegu na 800 m.

## Rekordy życiowe
- bieg na 400 m – 51,89 (7 marca 2007, Ibirapuera Park)
- bieg na 800 m – 2:01,28 (23 lipca 2007, Rio de Janeiro)
- sztafeta 4 × 400 m – 3:26,82 (13 sierpnia 2005, Helsinki)

Źródło: 